# Chiesa di San Martino e Santa Giusta
La chiesa di San Martino e Santa Giusta è sita a Montenerodomo in provincia di Chieti.

## Storia
La chiesa ha origini medievali, costruita intorno al XIV secolo. All'epoca era la cappella gentilizia della famiglia De Thomasis che aveva il potere sul feudo, vicino alla quale possedeva un castello. Oggi il castello è il Palazzo De Thomasis, anche se è stato pesantemente danneggiato nella guerra, e oggi è usato come belvedere panoramico.
Le due ex parrocchie di San Martino e Santa Giusta si fusero in una sola il 10 ottobre 1811 tramite un regio decreto dello stesso anno. Infatti la precedente chiesa di Santa  Giusta che stava 
nelle vicinanze, era stata rovinata dal Terremoto della Maiella del 1706: era di un secolo prima, la nuova costruzione e versava in condizioni precarie.
La chiesa nuova è intitolata al vescovo di Tours san Martino e a Santa Giusta, martire di Siviglia, vissuta nel III secolo. Già nella prima costruzione era stato scelto il nome di san Martino, perché protettore della Valle del Sangro e del borgo vicino di Fara San Martino. Anche se il San Martino è quello che secondo delle leggende,  proveniva da Atessa, che a Fara spaccò in due la montagna e che rese dei ciottoli fluviali in corso d'acqua,  ragion per cui, studiato da Finamore e Pansa,  considerato come un "San Martino abruzzese".
Dopo la nuova costruzione, con campanile a torretta nella sommità 
centrale  di architrave della facciata, la chiesa ha subìto notevoli danni nel 1933 per un terremoto  della Majella, e nel 1944 con la distruzione tedesca, che minacciava le abitazioni  del centro storico; per cui su dovette abbattere il pericolante campanile, e ripristinare la facciata. Dopo.il sisma del 1933, per la ricostruzione furono inglobate delle colonne di tempio romano,  provenienti dal vicino sito di Juvanum.

Dopo svariati danni creati dal tempo e dalle intemperie (le piogge degli anni Cinquanta e il terremoto del 1984 della Val di Comino), si sono succeduti diversi restauri, di cui gli ultimi realizzati a partire dagli anni ottanta, resisi improrogabili dai terremoti dell'Irpinia e del Lazio, e perdurati fino al 2006.
Per finanziare i restauri i parroci hanno dovuto richiedere finanziamenti statali, dato che le questue erano molto insufficienti.
Il soffitto è stato catramato per evitare infiltrazioni di acqua piovana e per resistere al peso delle abbondanti nevi.
Gli intonaci sono stati ricreati così in cemento armato ed il campanile è stato demolito e riedificato nelle forme attuali a torre. Tuttavia la torre è stata realizzata in cemento e incompiuta; successivamente furono murate le arcate per evitare infiltrazioni di animali. La torre è a pianta quadrata con cella campanaria in cima e cuspide a piramide.
La canonica, prima inesistente, è stata realizzata nel 1954-1958, accanto alla chiesa, e venne abitata per la prima volta da Don Lorenzo Di Parente.

## Descrizione
La chiesa ha un impianto a croce latina senza il transetto. Un'unica navata è all'interno.

### Esterno
Il muro di cinta consta di un accesso che immette nella gradinata d'accesso alla chiesa.
Davanti l'accesso principale vi è una colonna proveniente da Juvanum, l'antica città preromana posta sotto il monte. La facciata è a capanna assai semplice, costruita con pietre della Majella. Oltre al portale colonnato vi è un piccolo rosone al centro della facciata.
Il campanile originale era a vela ma con una conformità di torretta rettangolare con quattro archi laterali per le campagne. Ricostruito dopo la guerra del '44, la nuova torre è incompiuta, composta di cemento armato a tre settori con la loggia campanaria sulla sommità, protetta da una cuspide che copre la parte non ultimata.

### Interno
Sopra il muro della facciata vi è un coretto sopraelevato, sostenuto da quattro colonne in pietra, al quale si accede attraverso una scalinata a chiocciola a mattoni.
Sulla destra vi è un fonte battesimale ed un quadro del 1988 di Mario Di Francesco. Vi era anche un organo, oggi scomparso perché distrutto dai tedeschi.

#### Altare e statue
A destra dell'altare maggiore vi è l'altarino dell'Immacolata concezione, invece a sinistra vi è l'altarino di San Fedele (patrono di Montenerodomo).
Altre 10 nicchie contengono delle statue molto venerate a Montenerodomo, tra cui:
- a destra:
  - l'Addolorata;
  - San Francesco da Paola;
  - San Nicola di Bari;
  - Santa Dorotea;
- a sinistra:
  - Sant'Antonio abate;
  - San Rocco;
  - il Sacro Cuore di Gesù;
  - Sant'Agata;
  - San Gabriele dell'Addolorata.

Sulla destra vi sono 3 vetrate realizzate dalla ditta fiorentina Mellini raffiguranti:
- Gesù-Buon Pastore con Vincenzo Fagiolo arcivescovo;
- lo Spirito Santo che scende verso Maria;
- il cenacolo con i 12 apostoli.

Sul muro di sinistra vi sono invece 3 quadri (realizzati negli anni '80 da Franco di Virgilio di Casacanditella durante i restauri):
- Adamo ed Eva tentati dal serpente con la mela;
- l'Annunciazione;
- la Natività con San Giuseppe e la Madonna.

Nell'arco che divide la navata dal presbiterio, vi è una statua di San Martino tenuto da angeli. Sotto vi è un bassorilievo in stucco e gesso.

#### Il presbiterio
Il presbiterio è lungo 7,60 m., largo 6,90 m. e meno elevato della navata della chiesa. Sulla parete opposta a quella di entrata vi è un coro ligneo dell'800. Sopra vi è una vetrata a mosaico Gesù crocefisso con le 3 Marie ai suoi piedi (la Madonna, Maria di Cleofa e la Maria Maddalena).
Sulla parete di destra vi è un quadro raffigurante Gesù Risorto, mentre sulla parete di sinistra vi è un secondo quadro raffigurante la deposizione del Cristo Morto. In alto, presso l'incrocio degli archi vengono raffigurati i 4 Evangelisti.
Al centro del presbiterio vi è un altare marmoreo moderno grande e squadrato. Dietro 2 gradini uno scanno marmoreo per il parroco e dietro ancora un tabernacolo in ferro battuto poggiante su una colonna cilindrica.

## Parroci della chiesa
| Nome e cognome               | Titolo           | ! Inizio procura |  | Fine procura |
| ---------------------------- | ---------------- | ---------------- |  | ------------ |
| Don Nicola Gagliardi         | Vicario delegato | ago. 1895        |  | nov. 1895    |
| Don Nicola Gagliardi         | Vicario economo  | nov. 1895        |  | set. 1913    |
| Don Lorenzo della Valle      | Vicario economo  | set. 1913        |  | apr. 1914    |
| Don Diomede Contasti         | Vicario economo  | set. 1914        |  | apr. 1915    |
| Don Pietro della Penna       | Parroco          | dic. 1913        |  | ago. 1931    |
| Don Vincenzo Lannutti        | Parroco          | ago. 1933        |  | mag. 1938    |
| Don Guglielmo Bassiato       | Parroco          | ott. 1938        |  | gen. 1943    |
| Don Angelo Rossi             | Parroco          | feb. 1943        |  | lug. 1957    |
| Don Lino De Ritis            | Vicario Economo  | ago. 1957        |  | set. 1957    |
| Don Lorenzo Parente          | Parroco          | ott. 1957        |  | ott. 1961    |
| Don Clodomiro Barone         | Parroco          | ott. 1961        |  | set. 1974    |
| Don Giuseppe di Pietrantonio | Parroco          | set. 1974        |  | nov. 1999    |
| Don Innocenzo di Toro        | Parroco          | nov. 1999        |  | sett. 2007   |
| Don Peppino Simone Calabria  | Parroco          | sett. 2007       |  | sett. 2014   |
| Padre Daniel Nagadu Kobongo  | Parroco          | sett. 2014       |  | “in carica”  |